# Una vendetta
Una vendetta è un dipinto di Massimo d'Azeglio, eseguito con la tecnica dell'olio su tela. L'opera, realizzata nel 1835, si trova nella Galleria d'Arte Moderna di Milano.

## Descrizione
In una landa sperduta, presso alcuni alberi grandi e cadenti, giace il cadavere di un uomo assassinato. La vittima, piuttosto giovane, è stata colpita alla testa e il suo sangue cosparge il sentiero su cui sta riversa. Nei pressi si aggira un cane; in fondo alla strada s'intravede invece la sagoma di un cavallo. Il brullo paesaggio sembra rendere ancora più inquietante l'omicidio, avvenuto senza testimoni.
Il dipinto, di ispirazione romantica, risente della forte influenza della pittura di Caspar David Friedrich.